# 夏延縣 (科羅拉多州)
夏延縣（英語：Cheyenne County）是美国科羅拉多州東部的一個縣，東鄰堪薩斯州，面積4,614平方公里。根據2020年美國人口普查，共有人口1,748人。縣治夏延韋爾斯（Cheyenne Wells）。該縣成立於1889年3月25日，縣名紀念科羅拉多東部的原住民夏安族。